# Ноакхали
Ноакхали (бенг. নোয়াখালী) — город и муниципалитет на востоке Бангладеш, административный центр одноимённого округа. Площадь города равна 12,61 км². По данным переписи 2001 года, в городе проживало 74 585 человек, из которых мужчины составляли 51,50 %, женщины — соответственно 48,50 %. Плотность населения равнялась 5915 чел. на 1 км². Уровень грамотности взрослого населения составлял 60,7 % (при среднем по Бангладеш показателе 43,1 %).